# Piotr Zalewski (lekarz)
Piotr Zalewski (ur. 29 lipca 1933 w Noyant Allier, Francja, zm. 29 lutego 2016) – polski  laryngolog, płk. prof. dr. hab. n. med.

## Życiorys
Był absolwentem (1961) i wieloletnim pracownikiem Wojskowej Akademii Medycznej w Łodzi, w latach 1988–2002 kierownikiem Kliniki Otolaryngologii. W 2002 został pracownikiem Uniwersytetu Medycznego w Łodzi, gdzie kierował Kliniką Otolaryngologii i Rehabilitacji Fono-Audiologicznej Katedry Otolaryngologii oraz zasiadał w Senacie Uniwersytetu. Posiadał stopień doktora habilitowanego, a 25 kwietnia 1994 uzyskał stopień naukowy profesora nauk medycznych. Zmarł 29 lutego 2016.